# Can Massuet - El Far
Can Massuet - El Far – miejscowość w Hiszpanii, w Katalonii, w prowincji Barcelona, w comarce Maresme, w gminie Dosrius.
Według danych INE z 2004 roku miejscowość zamieszkiwało 1 780 osób.